# Понца (община)
По̀нца (на италиански: Ponza) е община в Централна Италия, провинция Латина, регион Лацио. Разположена е в Тиренско море. Населението на общината е 3360 души (към 2010 г.).
Общината се състои от 4 острова от архипелага на Понцианските острови: Понца (Ponza), Палмарола (Palmarola), Гави (Gavi) и Дзаноне (Zannone).